# Pahtajoki (vattendrag i Finland, Lappland, lat 67,27, long 24,90)
Pahtajoki är ett vattendrag i Finland.   Det ligger i landskapet Lappland, i den norra delen av landet, 800 km norr om huvudstaden Helsingfors.